# Lewis Hall
Lewis Kieran Hall (Slough, 8 settembre 2004) è un calciatore inglese, centrocampista o difensore del Newcastle Utd,  della nazionale Under-21 inglese e della nazionale inglese.

## Caratteristiche tecniche
Giocatore molto duttile di piede mancino, può essere schierato come centrocampista esterno o mezzala, oltre che come terzino sinistro.

## Carriera

### Club
Cresciuto nel settore giovanile del Chelsea, ha esordito in prima squadra l'8 gennaio 2022, nella partita di FA Cup vinta per 5-1 contro il Chesterfield, in cui ha fornito l'assist per la terza rete dei Blues.
Il 22 agosto 2023 si trasferisce in prestito al Newcastle Utd. Fa il suo debutto con i Magpies il 24 settembre successivo, nel terzo turno di EFL Cup contro il Manchester City (1-0). Nel turno successivo di coppa, segna anche la sua prima rete, con il club ed in carriera, nella vittoria ad Old Trafford contro il Manchester United per 3-0.
A fine stagione viene riscattato dai bianconeri.

### Nazionale
Ha giocato nelle nazionali giovanili inglesi Under-15, Under-16, Under-18, Under-19 ed Under-20.
Il 7 novembre 2024 viene convocato per la prima volta in nazionale maggiore, con cui ha esordito sette giorni dopo nel successo per 0-3 in casa della Grecia in Nations League.

## Statistiche

### Presenze e reti nei club
Statistiche aggiornate al 19 maggio 2024.
| Stagione        | Squadra         | Campionato      | Campionato | Campionato | Coppe nazionali | Coppe nazionali | Coppe nazionali | Coppe continentali | Coppe continentali | Coppe continentali | Altre coppe | Altre coppe | Altre coppe | Totale | Totale | Totale |
| Stagione        | Squadra         | Comp            | Pres       | Reti       | Comp            | Pres            | Reti            | Comp               | Pres               | Reti               | Comp        | Pres        | Reti        | Pres   | Reti   |        |
| --------------- | --------------- | --------------- | ---------- | ---------- | --------------- | --------------- | --------------- | ------------------ | ------------------ | ------------------ | ----------- | ----------- | ----------- | ------ | ------ | ------ |
| 2021-2022       | Chelsea         | PL              | 0          | 0          | FACup+CdL       | 1+0             | 0               | UCL                | -                  | -                  | SU+CmC      | -           | -           | 1      | 0      |        |
| 2022-2023       | Chelsea         | PL              | 9          | 0          | FACup+CdL       | 1+1             | 0               | UCL                | -                  | -                  | -           | -           | -           | 11     | 0      |        |
| 2023-2024       | Newcastle Utd   | PL              | 18         | 1          | FACup+CdL       | 0+2             | 0+1             | UCL                | 1                  | 0                  | -           | -           | -           | 20     | 2      |        |
| Totale carriera | Totale carriera | Totale carriera | 27         | 1          |                 | 5               | 1               |                    | 1                  | 0                  |             | -           | -           | 32     | 2      |        |

### Cronologia presenze e reti in nazionale
| Cronologia completa delle presenze e delle reti in nazionale ― Inghilterra | Cronologia completa delle presenze e delle reti in nazionale ― Inghilterra | Cronologia completa delle presenze e delle reti in nazionale ― Inghilterra | Cronologia completa delle presenze e delle reti in nazionale ― Inghilterra | Cronologia completa delle presenze e delle reti in nazionale ― Inghilterra | Cronologia completa delle presenze e delle reti in nazionale ― Inghilterra | Cronologia completa delle presenze e delle reti in nazionale ― Inghilterra | Cronologia completa delle presenze e delle reti in nazionale ― Inghilterra |
| Data                                                                       | Città                                                                      | In casa                                                                    | Risultato                                                                  | Ospiti                                                                     | Competizione                                                               | Reti                                                                       | Note                                                                       |
| -------------------------------------------------------------------------- | -------------------------------------------------------------------------- | -------------------------------------------------------------------------- | -------------------------------------------------------------------------- | -------------------------------------------------------------------------- | -------------------------------------------------------------------------- | -------------------------------------------------------------------------- | -------------------------------------------------------------------------- |
| 14-11-2024                                                                 | Amarousio                                                                  | Grecia                                                                     | 0 – 3                                                                      | Inghilterra                                                                | UEFA Nations League 2024-2025 - 1º turno                                   | -                                                                          | 46’                                                                        |
| 17-11-2024                                                                 | Londra                                                                     | Inghilterra                                                                | 5 – 0                                                                      | Irlanda                                                                    | UEFA Nations League 2024-2025 - 1º turno                                   | -                                                                          |                                                                            |
| Totale                                                                     |                                                                            | Presenze                                                                   | 2                                                                          |                                                                            | Reti                                                                       | 0                                                                          |                                                                            |

## Palmarès

### Club

#### Competizioni nazionali
- Coppa di Lega inglese: 1

Newcastle: 2024-2025